# Ginástica artística nos Jogos Pan-Americanos de 2019 - Equipes masculinas
A competição por equipes masculinas foi um dos eventos da ginástica artística nos Jogos Pan-Americanos de 2019. Foi disputada no Polideportivo Villa El Salvador no dia 28 de julho.

## Calendário
Horário local (UTC-5).
| Data        | Horário | Fase         |
| ----------- | ------- | ------------ |
| 28 de julho | 16:30   | Subdivisão 1 |
| 28 de julho | 20:30   | Subdivisão 2 |

## Medalhistas
|  | BRA Brasil                                                                              |  | USA Estados Unidos                                                    |  | CAN Canadá                                                                               |
|  | Francisco Barretto Júnior Arthur Mariano Luís Guilherme Porto Caio Souza Arthur Zanetti |  | Cameron Bock Grant Breckenridge Brody Malone Robert Neff Genki Suzuki |  | Zachary Nathaniel Clay René Cournoyer Justin Karstadt Cory Paterson Samuel Adam Zakutney |

## Resultados

### Resultado final
| Pos.              | Equipe                    | Solo       | Cavalo com alças | Argolas    | Salto sobre a mesa | Barras paralelas | Barra fixa | Total   |
| ----------------- | ------------------------- | ---------- | ---------------- | ---------- | ------------------ | ---------------- | ---------- | ------- |
| Medalha de ouro   | BRA Brasil                | 40.850 (2) | 38.750 (3)       | 42.050 (1) | 43.350 (1)         | 43.150 (1)       | 42.300 (1) | 250.450 |
| Medalha de ouro   | Francisco Barretto Júnior |            | 13.950           |            |                    | 14.000           | 14.050     | 250.450 |
| Medalha de ouro   | Arthur Mariano            | 13.750     | 12.250           | 13.250     | 14.250             | 14.300           | 14.400     | 250.450 |
| Medalha de ouro   | Luís Guilherme Porto      | 13.450     | 12.550           | 13.000     | 14.250             | 13.050           | 11.500     | 250.450 |
| Medalha de ouro   | Caio Souza                | 12.700     | 11.800           | 13.800     | 14.550             | 14.850           | 13.850     | 250.450 |
| Medalha de ouro   | Arthur Zanetti            | 13.650     |                  | 15.000     | 14.200             |                  |            | 250.450 |
| Medalha de prata  | USA Estados Unidos        | 41.300 (1) | 42.550 (1)       | 40.400 (5) | 43.150 (2)         | 42.550 (2)       | 39.450 (4) | 249.400 |
| Medalha de prata  | Cameron Bock              | 13.700     | 13.950           | 13.650     | 14.400             | 14.400           |            | 249.400 |
| Medalha de prata  | Grant Breckenridge        |            |                  |            | 14.300             | 14.000           | 13.200     | 249.400 |
| Medalha de prata  | Brody Malone              | 13.550     | 14.500           | 13.550     | 14.450             | 14.150           | 7.850      | 249.400 |
| Medalha de prata  | Robert Neff               | 14.050     | 14.100           | 13.000     | 14.250             | 13.900           | 13.050     | 249.400 |
| Medalha de prata  | Genki Suzuki              | 12.100     | 12.950           | 13.200     |                    |                  | 13.200     | 249.400 |
| Medalha de bronze | CAN Canadá                | 39.650 (5) | 42.200 (2)       | 40.750 (3) | 42.800 (3)         | 40.800 (4)       | 40.525 (2) | 246.725 |
| Medalha de bronze | Zachary Nathaniel Clay    |            | 14.500           | 12.700     |                    |                  |            | 246.725 |
| Medalha de bronze | René Cournoyer            | 12.550     | 13.800           | 14.000     | 14.500             | 13.500           | 13.550     | 246.725 |
| Medalha de bronze | Justin Karstadt           | 11.550     | 13.900           | 13.350     | 14.100             | 13.900           | 12.150     | 246.725 |
| Medalha de bronze | Cory Paterson             | 13.600     | 13.275           | 13.400     | 14.050             | 13.400           | 13.475     | 246.725 |
| Medalha de bronze | Samuel Adam Zakutney      | 13.500     |                  |            | 14.200             | 12.750           | 13.500     | 246.725 |
| 4                 | MEX México                | 40.250 (3) | 37.350 (6)       | 40.350 (6) | 42.250 (5)         | 40.800 (4)       | 38.750 (5) | 239.750 |
| 4                 | Daniel Corral             | 14.000     | 14.150           | 13.100     | 14.100             | 13.000           | 13.300     | 239.750 |
| 4                 | Fabian de Luna            |            | 11.350           | 14.350     | 14.250             | 13.200           | 11.750     | 239.750 |
| 4                 | Isaac Nuñez               | 12.950     | 11.850           | 12.900     | 13.900             | 14.600           | 13.100     | 239.750 |
| 4                 | Patricio Sebastian Razo   | 12.925     | 11.250           | 12.700     |                    | 12.550           |            | 239.750 |
| 4                 | Francisco Javier Rojo     | 13.300     |                  |            | 13.050             |                  | 12.350     | 239.750 |
| 5                 | COL Colômbia              | 37.700 (8) | 37.375 (5)       | 40.500 (4) | 42.100 (7)         | 40.550 (6)       | 39.675 (3) | 237.900 |
| 5                 | Carlos Albero Calvo       | 10.900     | 13.900           | 13.375     | 13.750             | 13.900           | 13.400     | 237.900 |
| 5                 | Didier Yamit Lugo         | 12.600     | 11.125           | 14.300     |                    | 13.400           | 13.075     | 237.900 |
| 5                 | Andrés Felipe Martinez    | 13.950     | 10.850           | 12.150     | 13.850             | 13.250           | 13.200     | 237.900 |
| 5                 | José Manuel Martinez      |            | 12.350           | 12.825     | 13.900             | 11.500           | 11.200     | 237.900 |
| 5                 | José David Toro           | 11.150     |                  |            | 14.350             |                  |            | 237.900 |
| 6                 | CUB Cuba                  | 39.675 (4) | 36.050 (7)       | 39.750 (7) | 42.150 (6)         | 41.275 (3)       | 38.750 (5) | 237.650 |
| 6                 | Alejandro de la Cruz      | 13.350     |                  | 12.800     | 14.150             |                  |            | 237.650 |
| 6                 | Huber Godoy               |            | 12.750           |            |                    | 12.950           | 13.600     | 237.650 |
| 6                 | Randy José Lerú           | 13.150     | 11.850           | 13.150     | 14.300             | 13.725           | 12.550     | 237.650 |
| 6                 | Rafael Rosendi            | 13.175     | 11.450           | 13.800     | 13.700             | 13.050           | 11.700     | 237.650 |
| 6                 | Ariam Vergara             | 12.050     | 11.350           | 12.300     | 13.550             | 14.500           | 12.600     | 237.650 |
| 7                 | VEN Venezuela             | 39.150 (6) | 37.750 (4)       | 37.900 (8) | 42.400 (4)         | 39.550 (7)       | 35.850 (8) | 232.600 |
| 7                 | Orlando Briceño           |            |                  | 11.700     |                    |                  |            | 232.600 |
| 7                 | Jostyn José Fuenmayor     | 12.750     | 12.300           | 12.300     | 14.000             | 12.700           | 12.700     | 232.600 |
| 7                 | Maycol Alexander Puentes  | 13.500     | 10.500           |            | 13.850             | 13.100           | 11.600     | 232.600 |
| 7                 | Junior Amable Rojo        | 12.900     | 12.150           | 12.950     | 14.550             | 12.000           | 11.550     | 232.600 |
| 7                 | Adickxon Trejo            | 11.900     | 13.300           | 12.650     | 13.800             | 13.750           | 11.400     | 232.600 |
| 8                 | ARG Argentina             | 38.150 (7) | 30.700 (9)       | 41.200 (2) | 41.200 (8)         | 36.450 (9)       | 34.900 (9) | 222.600 |
| 8                 | Nicolas Cordoba           | 12.300     | 6.900            | 12.350     | 13.100             | 12.900           | 11.500     | 222.600 |
| 8                 | Julian Ezequiel Jato      | DNS        |                  |            | 12.650             | DNS              | DNS        | 222.600 |
| 8                 | Santiago Mayol            | 13.150     | 13.300           | 12.850     | 13.900             | 12.200           | 11.650     | 222.600 |
| 8                 | Federico Molinari         |            |                  | 14.500     |                    |                  |            | 222.600 |
| 8                 | Daniel Villafañe          | 12.700     | 10.500           | 13.850     | 14.200             | 11.350           | 11.750     | 222.600 |
| 9                 | PER Peru                  | 36.925 (9) | 32.775 (8)       | 36.250 (9) | 40.950 (9)         | 37.900 (8)       | 37.200 (7) | 222.000 |
| 9                 | Daniel Agüero             | 13.650     | 9.925            | 12.100     | 14.350             | 11.700           | 12.550     | 222.000 |
| 9                 | Mauricio Gallegos         |            | 9.100            |            | 11.800             |                  | 11.850     | 222.000 |
| 9                 | Arian Leon Prado          | 11.550     | 8.100            | 11.650     | 12.900             | 12.250           | 12.200     | 222.000 |
| 9                 | Jesus Moreto              | 11.725     | 13.750           | 12.500     | 13.700             | 12.800           | 12.450     | 222.000 |
| 9                 | Luis Pizarro              | 10.800     |                  | 6.950      |                    | 12.850           |            | 222.000 |